# Vérandas Willems/Saison 2013
Dieser Artikel listet Erfolge und Fahrer des Radsportteams Vérandas Willems in der Saison 2013 auf.

## Mannschaft
| Name                  | Geburtstag         | Nationalität | Team 2012                          |
| --------------------- | ------------------ | ------------ | ---------------------------------- |
| Quentin Borcy         | 24. April 1991     | Belgien      | Neoprofi                           |
| Jérémy Burton         | 13. September 1984 | Belgien      | Geofco-Ville d’Alger               |
| Jean-Albert Carnevali | 19. September 1993 | Belgien      | Neoprofi                           |
| Christopher Deguelle  | 11. Mai 1991       | Belgien      | Neoprofi                           |
| Dimitri Fauville      | 15. Februar 1988   | Belgien      | Neoprofi                           |
| Sergio Ferrari        | 26. Dezember 1978  | Belgien      | Neoprofi                           |
| Gert Lodewijks        | 31. Januar 1992    | Belgien      | Neoprofi                           |
| Nicolas Mertz         | 30. Juli 1993      | Belgien      | Neoprofi                           |
| Olivier Pardini       | 30. Juli 1985      | Belgien      | Colba-Superano Ham                 |
| Antoine Pirlot        | 14. Juli 1990      | Belgien      | Neoprofi                           |
| Olivier Poppe         | 8. April 1992      | Belgien      | Lotto-Pôle Continental Wallon      |
| Guillaume Rase        | 10. April 1991     | Belgien      | Neoprofi                           |
| Florent Serry         | 4. Januar 1991     | Belgien      | Lotto-Pôle Continental Wallon      |
| Floris Smeyers        | 10. September 1990 | Belgien      | Neoprofi                           |
| Kévin Thomé           | 15. Juni 1989      | Belgien      | Wallonie Bruxelles-Crédit Agricole |
| Niels Vandyck         | 30. August 1990    | Belgien      | Bofrost-Steria                     |
| Stagiaires            | Stagiaires         | Nationalität | Nationalität                       |
| Thomas De Troch       | Thomas De Troch    | Belgien      |                                    |
| Michael Goolaerts     | Michael Goolaerts  | Belgien      |                                    |